# 大久保 (市原市)
大久保（おおくぼ）は、千葉県市原市の加茂地区にある大字。郵便番号は290-0532。

## 概要
市原市南部に位置する。

## 地理
北側に小湊鉄道線上総大久保駅がある。北は田淵、東は朝生原・国本及び折津、南は君津市蔵玉、西は石塚と接する。

## 歴史

### 沿革
- 1954年1月15日 - 合併により、加茂村となる
- 1967年10月1日 - 合併により、市原市となり現在に至る

## 世帯数・人口
2017年（平成29年）11月1日現在の世帯数と人口は以下の通りである。
| 町丁字 | 世帯数 | 人口 |
| ------ | ------ | ---- |
| 大久保 | 35世帯 | 79人 |

## 通学区域
市立小学校・市立中学校及び県立高等学校の通学区域は以下の通りである。
| 町丁字 | 区域 | 小学校             | 中学校             | 高等学校 |
| ------ | ---- | ------------------ | ------------------ | -------- |
| 大久保 | 全域 | 市原市立加茂小学校 | 市原市立加茂中学校 | 第9学区  |

## 交通

### 鉄道
小湊鉄道小湊鉄道線上総大久保駅

### 道路
- 千葉県道32号大多喜君津線※大字の北側を通っている。